# Кріс Краус (письменниця)
Кріс Краус (англ. Chris Kraus; нар. 1955) — американська письменниця, критикиня, редакторка, кінорежисерка, перформансистка, землевласниця та педагогиня. До її творчого доробку входять романи «Я люблю Діка», «Чужі та анорексія» та «Заціпеніння», які утворюють вільну трилогію, що балансує між автобіографією, художньою літературою, філософією та мистецькою критикою. Крім того, вона написала серію романів, присвячених досвіду американського нижчого класу, починаючи з роману «Літо ненависті». Її підхід до письма описують як «перформанс у середовищі письма» та «яскраву карту присутності». У своїх творах Краус дотепно поєднує інтелектуальні роздуми, політичні підтексти й сексуальну тематику, вільно переходячи від глибоких, майже езотеричних алюзій до іронічної пародії. Її творчість викликала суперечки через зрівнювання високої та низької культури, поєднання критичної теорії з розмовною мовою та відверті описи сексу.
Крім літератури, Краус ставила п'єси та знімала фільми, зокрема художній фільм «Ґрейвіті та Ґрейс». Її роботи публікували в таких виданнях, як Artforum, Art in America, Modern Painters, Afterall, The New Yorker, The New York Times Literary Supplement, The Paris Review, The Los Angeles Review of Books, Bookforum та Texte zur Kunst. Упродовж десяти років вона викладала творче письмо в European Graduate School/EGS і була письменницею на резиденції у Коледжі дизайну ArtCenter. Краус є лауреаткою стипендії Ґуґґенгайма з загальної нехудожньої літератури (2016), стипендії на мистецьке письмо Фонду Воргола (2011) та премії Френка Джуетта Матера за мистецьку критику від Асоціації мистецтв коледжу (2008).
Краус є співредакторкою видавництва Semiotext(e). Її бестселер «Я люблю Діка» адаптувала для телебачення Джої Соловей, стрічка вийшла на Amazon Video 2018 року. Голланд Коттер назвав її «однією з наших найрозумніших та найоригінальніших письменниць, що пишуть на тему сучасного мистецтва та культури».

## Особиста історія та освіта
Кріс Краус народилася 1955 року в Бронксі, штат Нью-Йорк. У 5 років разом з родиною вона переїхала до Мілфорда, штат Коннектикут. 1969 року вона емігрувала до Нової Зеландії за урядовою програмою допомоги в переїзді. Навчалася у Веллінгтонській середній школі, а пізніше - в Університеті Вікторії у Веллінгтоні, де у 16 років здобула стипендію імені Веллінгтона в галузі журналістики.
П'ять років працювала в журналістиці: як авторка статей для новозеландської газети Sunday Times, а також як телевізійна критикиня і редакторка шпальт для Evening Post. 1976 року покинула Нову Зеландію й переїхала до Лондона, де недовго мешкала, перш ніж переїхати до Нью-Йорка. Там бралася за тимчасові підробітки й водночас вивчала театральне мистецтво, спочатку у Річарда Шехнера та The Performance Group, а пізніше у Рут Малечех та Мабу Майнс, ставши учасницею їхньої студії ReCherChez. Краус разом зі своєю колегою Сюзан Купер працювала на художницю Луїзу Буржуа, яка стала їхньою подругою та соратницею. Краус називає Буржуа тією, хто вплинув на неї як на мисткиню у процесі становлення, описуючи її як взірець і наставницю, для якої Краус працювала кур'єром, розвозячи твори мистецтва на велосипеді. Краус згадувала, що Буржуа завжди «казала тобі все, як воно є», урок, який Краус перенесла у власну викладацьку діяльність, наголошуючи: «Просто розкрити всі карти: сказати все, що бачиш і знаєш, і дати іншим змогу самим працювати з цим». Краус також працювала особистою асистенткою актора Ріпа Торна. 1980 року вона досягла першого успіху зі власною п'єсою «Розрізнені дії/Відчайдушні дії» в ReCherChez, у якій грала разом з професором критичної теорії Томом Єммом. 1983 року вона залишила акторську кар'єру за порадою Рут Малечех, яка заохочувала її займатися кіновиробництвом, кажучи: «Ти режисерка, ти повинна знімати фільми». Між 1983 і 1984 роками Краус працювала координаторкою програми «Понеділок увечері» в поетичному проєкті церкви Святого Марка.
1984 року вона познайомилася з професором критичної теорії Сильвером Лотрінгером та почала співпрацювати з ним у творчих проєктах, зокрема була співредакторкою у його незалежному видавництві Semiotext(e). 1987 року вони як пара переїхали до Термана, штат Нью-Йорк, у Південних Адірондаках, який згодом став місцем дії третього роману Краус «Заціпеніння».

## Стиль письма
Творам Краус властиве поєднання високої та низької культури, коливання між еротичними текстами, арткритикою, філософією, критичною теорією, вуличним сленгом та класичними формами. На неї вплинули французька теорія, французький автофікшен та американський новий наратив, який вона активно підтримує. Її дебютний роман «Я люблю Діка» є зразком автофікшену, в якому переплітаються автобіографія, експерименти, а також та суміш відвертих сексуальних сцен та інтелектуалізму. Поєднання в романі арткритики та автобіографії, яке Краус назвала «фіктокритицизмом», вважається віхою в розвитку жанру автотеорії. Наступні романи Краус продовжували розвивати цей стиль, використовуючи автобіографічні цикли, як у романі «Чужі та анорексія», та поєднуючи сучасний життєпис із класичною прозою від третьої особи, як у «Заціпенінняі».
Центральне місце в роботі Краус над кожним твором посідає форма, і авторка стверджує: «Форма — це все. Форма — це насправді те, як я приходжу до того, як я збираюся писати і якою буде книжка». Значна частина її творчості, яка стосується жіночих емоцій, побудована на чергуванні фрагментарних поривів одержимості, пристрасті й вразливості, що нерідко переходять у філософський самоаналіз.
Після того, як фільм How to Shoot a Crime шокував аудиторію поєднанням заборонених тем і концептуального підходу, Краус і надалі провокує суспільство. Узгоджуючи особисте з теоретичним і поєднуючи теорію з невимушеним, розмовним стилем, що контрастує з академічними нормами, Краус за допомогою автобіографічного письма кидає виклик очікуванням щодо того, як має писати жінка-авторка. Вона вбачає схожість між тим, як у сучасному жіночому мистецтві трактують «приватність», і тим, як у 1960-х роках чоловіків-художників звинувачували в «непристойності», трактуючи виявлення жіночої вразливості як акт сили й самовияву.Її спосіб висвітлення особистого досвіду за межами звичних сповідальних форм називають зухвалим і викличним. Як пояснила Краус в інтерв'ю: «Те, що насправді виносить усім мізки, — це коли жінки чи геї поєднують відверті сексуальні зізнання від першої особи з так званим об'єктивним, аналітичним культурним мисленням. За цим стоїть глибоке співчуття до жіночої сексуальності й страх перед нею — ніби це якась млява ботанічна підлегла субстанція, що повністю суперечить динамічній цілісності, „маскулінності“ аналітичної думки. […] У романі „Я люблю Діка“ я свідомо спробувала з'ясувати, чи можна вкласти слова „пизда“ й „К'єркегор“ в одне речення. І мені вдалося. Це бісить людей».
Її роботи сприймали по-різному, почасти через відмову відповідати жанровим очікуванням. Попри те, що Краус «зізнається» в особистому, вона свідомо уникає жанрових рамок, що лише ускладнює ці зізнання. Як зазначає Енн Йодер, «Краус часто вибудовує інтимність завдяки щирому саморозкриттю та вразливості, але її майстерність полягає в тому, що вона приховує, де саме вигадка переходить у правду — і навпаки».
Краус говорила про своє прагнення до точності та гумору у власних творах, зазначаючи: «Можливо, я не можу бути „Великою письменницею“, але я можу мати здатність бути точною. І, сподіваюся, водночас, цікавою — це особливість Нью-Йоркської школи — передавати складні ідеї з певним розмовним шармом». Її роботи торкаються тем самотності, невдачі, сексуальної політики та самотності внаслідок глобалізації, переплітаючи асоціативні нитки історії, теорії, популярної культури та щоденників з панк-роковим підходом та критичним розумінням.

## Semiotext(e)/редакція
1990 року Краус започаткувала імпринт «Native Agents» у незалежному видавництві Лотрінґера «Semiotext(e)», задуманий як доповнення або виклик до його високо оціненої серії Foreign Agents, яка знайомила американських читачів із французькими теоретиками, як-от Дельозом і Ґваттарі.
На початках Native Agents публікував нову жіночу прозу від першої особи, авторок, які, зі слів Краус, використовували «те саме публічне „я“, яке виражене у французькій теорії…». Краус прагнула протистояти очікуванню, що жіноча «сповідь» має подаватися в дусі покаянної терапевтичної оповіді, наполягаючи на тому, що, «всі види досвіду — навіть романтична одержимість, залежність і відчайдушне переслідування, тобто стани приниження, стереотипно визнані „жіночими“ — мають універсальне значення». Серед перших виданих письменниць були Енн Ровер, Кукі Мюллер, Кеті Акер, Ейлін Майлз, Кейт Замбрено та Мішель Ті. Виходили у видавництві і романи чоловіків, як-от «Атта» Джаретта Кобека та «Нікола, Мілан» Лодовіко Піньятті Морана, які демонстрували відданість різноманітності й водночас відмову від уявлення про білого гетеросексуального чоловіка середнього класу як про кінцевого суб'єкта.
2001 року Геді Ель Холті приєднався до Semiotext(e), розвиваючи місію видавництва з перекладу французьких авторів для американських читачів та налагодження діалогу з американськими письменниками. Ель Холті перейняв принцип Native Agent, що полягав у відмові від ідентифікації з будь-яким конкретним жанром, продовжуючи публікувати твори таких авторів, як Марі Дарр'єсек, Матьє Ліндон, Абделла Тая, Мішель Лейріс та Ерве Гібер.
2009 року видавництво Semiotext(e) запустило новий імпринт, серію «Інтервенція», у якій виходять «полемічні тексти інтелектуальних провокаторів». Книжки надруковані у кишеньковому, простому форматі та містять маніфести, есеї та критику від низки авторів, що спеціалізуються на різноманітних політичних та культурних темах, зокрема Мауріціо Лаццарато, Джекі Ванга та Пола Д. Пресіадо. Книжка Краус «Where Art Belongs» стала першою книгою, виданою цим імпринтом, авторкою якої була жінка, перервавши низку публікацій авторів-чоловіків або, можливо, неназваних чи анонімних жінок-учасниць Tiqqun та Invisible Committee.

## Книжки

### Романи

#### Я люблю Діка(1997)
Дебютний роман Краус, що став бестселером, - це епістолярний роман з елементами автофікшн, що розмиває межі між художнім твором, есеєм та мемуарам. Газета The Guardian схарактеризувала його як «культову феміністичну класику». Він розповідає історію Кріс, 39-річної відеохудожниці-«невдахи», та її чоловіка Сильвера, культурного критика, старшого за неї більш ніж на десять років. Коли пара відвідує друга Сильвера, Діка, у Кріс зароджується до нього нерозділене захоплення, і її чоловік змовляється з нею, щоб розіграти це в любовних листах — листах, які Сильвер читає, іноді пише як співавтор, і які вони здебільшого не надсилають. Ці листи розростаються в автобіографічні зізнання, есе про митців та інтелектуальні віяння, а також тиради проти становища жінок у світі мистецтва.
Краус починала писати книжку як серію листів, у яких детально описувала своє захоплення. З її слів, під час чотиритижневого сплеску одержимості вона написала 200 сторінок листів, перш ніж усвідомила, що її одержимість була пов'язана з самим письменством, а не з адресатом. Це ознаменувало її перехід від режисерки-«невдахи» до успішної письменниці. Цією книжкою Краус започаткувала «Феноменологію самотньої дівчини» як новий жанр, у якому вона трактує невпевненість і притягальність поразки, як підґрунтя для осмислення нав'язливої романтичної пристрасті як акту творення. Вибудовуючи книжку як сміливу спробу самовикриття, Краус урівноважила жагу героїні до кохання з тим почуттям сили, яке вона знаходила в демонстрації своєї слабкості.
Книжка швидко здобула культову популярність у мистецьких спільнотах після виходу 1997 року та досягла широкого успіху 2006 року, коли нове видання, представлене Ейлін Майлз, знайшло відгук у нового покоління читачів. Майлз назвала злиття художнього, автобіографічного та критичного дискурсів у творчості Краус успішною інверсією позицій: «Не щодо конкретного чоловіка — „Діка“, а щодо самовдоволеної, нечутливої спостерігальної культури» — «чоловічої культури-гегемона», яку Краус змушує «слухати її розповідь про суть тих знаних жіночих емоцій».
Джоанна Волш у The Guardian написала: «Без її виклику тому, що [Краус] називала „серйозним“ сучасним гетеро-чоловічим романом… тонко завуальованою „Історією про себе“, Шейла Геті, можливо, ніколи б не поставила питання „Якою має бути людина?“, а Бен Лернер, можливо, ніколи б не написав роман „Покидаючи станцію Аточа“. Ціле покоління письменників завдячує їй».
Джон Дуглас Міллер в огляді для«The White Review» схарактеризував її як «чітку прозу, здатну на теоретичну ясність, описову делікатність, чітко виражену лють та меланхолійне тугу». Емілі Ґулд, в огляді для Guardian, назвала її «найважливішою книжкою про чоловіків і жінок, написаною за останнє століття».

#### Чужі та анорексія(2000)
Другий роман Краус схарактеризовано як «привабливу, складну, асоціативну й часто блискучу працю, що вільно поєднує елементи автобіографії, мистецтвознавства, філософії та художньої прози». У ній переплітаються теми про Сімону Вайль, Ульріке Майнгоф та Пауля Тека з телефонними розмовами про садо-мазо та власним досвідом невдачі з пошуком дистриб'ютора для художнього фільму «Ґрейвіті та Ґрейс». Краус охоплює низку тем, представляючи власну суб'єктивну перспективу як лінзу, крізь яку можна осмислити ширший жіночий та художній досвід. Спираючись на твердження Дельоза, що «життя — це не особисте», вона використовує власне особисте «я», щоби писати не лише про себе, а й про інші теми, розглядаючи емпатію як провідний інструмент сприйняття. Повертаючи собі особисте «я» як «універсальне й прозоре», Краус подає своїх героїв як приклади смутку, поразки й надії, відлунюючи й проєктуючи власний досвід задля осмислення людського буття, створюючи автобіографічний зворотний зв'язок, документуючи свою боротьбу за створення мистецтва з власного життя.
Критики високо оцінили роман за його інтелектуальний розмах та емоційну глибину. Бен Еренрайх написав у LA Weekly : «На кожній сторінці роману „Чужі та анорексія“ більше ідей, ніж у більшості книжок, які вийшли за останній рік. Це захоплива та смілива робота». Кеті Гох з видання «Skinny» описала її як таку, в якій «розкрито калейдоскоп тем із притаманними їй емпатією, вразливістю та дотепністю».

#### Заціпеніння(2006)
Третій роман Краус розповідає про Джерома та Сільві, двох колишніх ньюйоркців, які подорожують колишнім радянським блоком з метою усиновити румунську сироту. Коли вони наближаються до збіднілої Румунії, спогади Джерома про знищення батька в Освенцимі та його власне виживання в дитинстві заважають їм. Краус описувала «Заціпеніння» як «набагато особистішу за дві інші книжки» й іронічно використовує відсторонену, третю особу, щоб дослідити природу травми, пов'язаної з досвідом виживання її колишнього чоловіка, якого в дитинстві, під час Другої світової війни, переховували у Франції. Перспектива від третьої особи дозволяє Краус писати про свого молодшого аватара, Сільві, з більшою відстороненістю та об'єктивністю, надаючи розуміння та мудрість крізь позицію власного старшого «я».
Ближче до початку книжка описує власну формальну стратегію, використовуючи паратаксис, щоб промайнути «назад і вбік» через історію, розбиваючи її на численні та часто суперечливі перспективи. Протягом усієї книжки, поки Сільві та Джером намагаються відокремити себе від минулого, універсальне відображається в окремому через «дріб'язковість їхніх домашніх сварок, що супроводжуються історичною травмою». Представляючи повторювану свідомість з різних поглядів, Краус відмовляється об'єднати матеріал в єдину, зв'язну розповідь.
Як і в попередніх книжках трилогії, «Заціпеніння» знову звертається до тем бідності та фемінізму. В одній сцені Сільві зустрічає румунську поетку, яка отримала таку саму стипендію, як і Жером, і оповідач зауважує, що ця жінка — «сумлінна й розумна, академічна хороша дівчинка: саме той тип жінки, який Жером найбільше не любить… Жером не любить більшість своїх колежанок, бо вони надто серйозно ставляться до своєї роботи, а він зневажає академічне середовище». Анна Полетті зазначає, що ця ідея «виразно жіночого гріха — занадто серйозного ставлення до своєї роботи» досліджується в усій творчості Краус, зокрема в переосмисленні її кінопрактики в романах.
Критики відзначили тональність та актуальність книжки. Бекка Ротфельд написала: "Актуальний сьогодні так само як і в час свого виходу, роман «Заціпеніння» стоїть в одному ряду з такими твіттер-персонажами, як NeinQuarterly та So Sad Today, протистоячи культу невпинного позитиву й формуючи вкрай необхідну контрестетику відчаю. Vanity Fair зазначив: «Роман „Заціпеніння“ зосереджується на феміністській режисерці, поглиненій і збентеженій інтелектом і бажанням ненаситного філософа-коханця. Це особистісний і розумний твір, сповнений відкритого мислення та незалежної енергії».

#### Літо ненависті(2012)
«Літо ненависті» — це роман про ризики й обмеження нових мрій, про тюремно-промисловий комплекс в Америці та про «темний бік американської мрії» часів Джорджа Буша, що відображає нещодавні події крізь призму кохання, що переживає кризу. Історія починається 2005 року, коли Кетт тікає від Ніколаса Коена, домінанта, з яким вона познайомилася на вебсайті БДСМ. Вона їде до Альбукерке, щоб реінвестувати непередбачені прибутки від нерухомості та знову почати займатися чимось, що наближається до «реального життя». Там вона зав'язує романтичні стосунки з Полом Гарсією, нещодавно тверезим колишнім ув'язненим, який відбув шістнадцять місяців у державній в'язниці за шахрайство з колишнім роботодавцем Halliburton Industries. За допомогою Кетт Пол планує вступити до Каліфорнійського університету в Лос-Анджелесі, але його заарештовують дорогою за ордером на арешт десятирічної давності.
Роман поєднує автобіографію, філософію, художнє письмо та соціальний коментар з елементами жанру трилера. Краус називає Патрісію Гайсміт одним із факторів, що вплинули на неї, зокрема її маніпуляції з часом для створення персонажів та напруги. Хоч книжка й використовує ритм для нагнітання напруги й розрядки в динамічних сценах, вона не дотримується звичних структур трилера, як-от прямолінійного сюжету, натомість розмиваючи межу між мемуарами й художньою прозою, доповнюючи її теоретичними відступами.
Такий підхід створює, за словами Гестії Пеппе, «дивність і незручність, які одночасно настільки цікаво та реалістично передані, що складається враження, ніби роман цілеспрямовано залишає простір для хиб, аби бути собою». Відмова Краус від маркетингових очікувань відображає її маневрування в межах художніх свобод на периферії мейнстримних видавничих кіл.
У своїй основі роман «Літо ненависті» демонструє зміну ролей: головна героїня Кетт тепер є успішною художницею, тоді як Пол — «супровідник» і сторонній. Така перестановка віддзеркалює попередній досвід Краус як партнерки, що боролася за визнання поруч з успішним науковцем. Ця зміна дозволяє подивитися на світ мистецтва ззовні, застосовуючи критичний погляд до американської системи соціальної справедливості й проблем залежності, а досвід Пола слугує призмою для аналізу ширших суспільних питань.
Критики високо оцінили масштаб та амбітність роману. Венді Фогель написала в Brooklyn Rail: «Літо ненависті заслуговує на похвалу не лише за те, що воно бере на себе роль сексуалізованої жіночої суб'єктивності, але й за свою розповідь про дослідження справжнього психічного підчерева елітного світу мистецтва: досвіду позбавлених прав та ув'язнених, а також меж соціальної системи, яка нав'язує дедалі більшу нерівність між класами». Artforum вніс роман до списку «Найкраще 2012 року», а Тревіс Єппесен назвав його «найвизначнішим романом років правління Буша, який ми, ймовірно, отримаємо». Кіт Гессен описав роман як «споглядання автотрощі у сповільненому темпі. Дуже мало письменників такі розумні й відверті, як Краус — і ніхто не бачить так ясно».

#### Після Кеті Акер(2017)
Це була перша повністю авторизована біографія Кеті Акер, авангардної письменниці, міфічної художниці та самопроголошеної культурної ікони. Краус досліджує у творчості Акер естетику провокації, збентеження, ризику та радикальної емпатії. Краус підійшла до теми як письменниця та членкиня мистецьких спільнот, з яких вони обидві вийшли, спираючись на великі архівні дослідження, особисті інтерв'ю та постійні розмови зі спільними друзями та знайомими.
Знаючи Акер особисто та бувши частиною тих самих кіл, зокрема спілкуючись із Сильвер Лотрінгер у різний час, Краус прагнула встановити критичну дистанцію від своєї героїні та писати з об'єктивного погляду. Спершу до Краус звернулися з пропозицією написати академічну монографію про Акер, але вона зрозуміла, що знайшла відповідну форму для біографії, яку — як виявилося — досліджувала несвідомо впродовж багатьох років. Написання книжки як критичної біографії дозволило Краус досягти необхідної дистанції, щоб наблизити читачів до своєї героїні. Відхиляючись від стилю своїх попередніх романів, біографія використовує домінантний, чіткий та неупереджений стиль, відмінний від художніх творів Краус, де вона часто постає як персонажка або аватар з мінливою присутністю.
У рецензії на біографію Акер «Eat Your Mind» (2022) Джейсона Макбрайда, Двайт Ґарнер зазначив: "Краус — надзвичайно оригінальна письменниця, і її книжка своєрідніша. Вона знала Акер — і в доброму, і в поганому сенсі, — і між ними відчувається своєрідне суперництво, наче поєдинок. Олівія Ленґ зазначила у рецензії для Guardian, що «З огляду на зацікавлення Краус у виявленні прихованих структур, було дивно, що в самій книжці вона не згадала про свої стосунки з об'єктом дослідження». Книжка відображає стосунки Краус з Акер як на особистісному, так і на мистецькому рівні, використовуючи непрямий метод: цитати з творів Акер подаються курсивом, що створює змішання голосів обох авторок. Такий підхід відсилає до самої стилістики Акер, яка привласнювала голоси інших письменників і поєднувала їх із власним письмом — практики, пов'язані з постмодерністським пастишем і апропріацією , — аби передати фрагментарне й асоціативне відчуття ідентичності. Голланд Коттер у статті в New York Times «Найкращі художні книжки 2017 року» висловив захоплення Краус як «однією з наших найінноваційніших мистецтвознавиць, яка водночас є однією з найкращих письменниць, а тепер стає ще й однією з найсміливіших біографок».
Анна Полетті наголосила на уникненні агіографії в книжці, зазначивши, що Краус «щедро розглядає сильні та слабкі сторони творчості Аккер» і пропонує переконливий портрет ретельної письменницької практики Аккер. Шейла Геті описала її як «біографією художниці з плітками та без міфів, що нагадує розповідь у формі одного затягнутого монологу під час пізньої вечірки від очевидця подій».

### Мистецтво/культурна критика

#### Video Green: Мистецтво Лос-Анджелеса та тріумф небуття(2004)
«Video Green» — це збірка есеїв, написаних Краус між 1998 і 2003 роками, після того, як вона переїхала до Лос-Анджелеса з Нью-Йорка та опинилася посеред його бурхливої мистецької сцени. Есеї виникли в результаті спроб Краус зрозуміти цей новий контекст, досліджуючи взаємозв'язок між окремими митцями та політикою і цінностями мистецького світу загалом. Книжка досліджує вибух мистецтва Лос-Анджелеса кінця 1990-х років, зумовлений гучними магістерськими програмами, та поверхню модних арткритичних слів того часу. Краус описує, як Лос-Анджелес раптово став епіцентром міжнародного мистецького світу та мікрокосмом ширшої культурної динаміки.
Як і в її художніх творах, мінлива манера письма Краус поширюється на есеїстику та мистецьку критику, де вона пропускає досвід сприйняття твору крізь власну присутність як активної учасниці, прагнучи стати «найкращою можливою аудиторією». У своїх есеях вона часто досліджує теми, зокрема контексти, в яких суспільство дозволяє митцям використовувати власне життя як головний матеріал. Вони також містять посилання на особистий досвід Краус як художниці та письменниці, інтертекстуальні посилання на її романи та сцени, переглянуті з різних поглядів, що ще більше ускладнює взаємодію правди та вигадки в її творчості.
Емілі Кюнстлер, пишучи для Afterimage, зазначила, що «Нахабність Краус захоплює подих: вона безжально викриває, спостерігає або виманює з тіні реакційних викладачів художніх шкіл і самозакоханих адміністраторів».
Видання Publishers Weekly похвалило збірку «своєрідну, фрагментарну й захопливу», назвавши погляд Краус на Лос-Анджелес і його мистецтво «рішуче і прекрасно нестандартним». Тамар Бротт у журналі Los Angeles Magazine порівняла Краус з підсиленою версією Джоан Дідіон, написавши: «Як і всі великі літописці Лос-Анджелеса, Кріс Краус спостерігає за порожнечею, можливостями та галюцинаціями сенсу міста. Але Краус — це Джоан Дідіон у кубі, яка вписує себе в наратив міста».

#### Where Art Belongs(2011)
У книжці «Where Art Belongs» Краус досліджує мистецькі проєкти останнього десятиліття, які відновлюють використання пережитого часу як матеріалу для створення візуального мистецтва. Книжка, що складається з чотирьох взаємопов'язаних есеїв, розвиває тезу, висловлену в Video Green: «світ мистецтва цікавий лише тією мірою, якою він відображає ширший зовнішній світ».
Переїжджаючи з Нью-Йорка до Берліна, потім до Лос-Анджелеса та району Пуебло-Нуево в Мехікалі, Краус розглядає такі теми, як повсюдність відео, спадщина амстердамської андеграундної газети Suck 1960-х років та діяльність нью-йоркського мистецького колективу Bernadette Corporation. В одному з розділів вона досліджує творчість засновника American Apparel Дова Чарні, поєднуючи його креативно-корпоративне бачення з етосом мистецького колективу 1960-х років Chia Jen. Вона досліджує, як у сучасній культурі корпорації, подібні до компанії Чарні, можуть спрямовувати творчу енергію, пов'язану з мистецтвом, тим самим стаючи формою мистецтва.
Книжка «Where Art Belongs» досліджує тенденцію до колективності у світі візуального мистецтва упродовж останнього десятиліття, а також дрібномасштабний опір цифровому позбавленню тіла та гегемонію індустрії розваг, медіа та культури. Краус досліджує використання нудьги, поезії, приватизованих в'язниць, громадського мистецтва, корпоративної філантропії, вертикально інтегрованого виробництва та відкинутих утопій, підкреслюючи незмінну роль мікрокультур у матриці. У книжці теорія мистецтва перетворюється на своєрідну політичну філософію. Проводячи паралелі між знеціненням об'єкта як товару та його зникненням із твору мистецтва, мистецтво постає як значуще остільки, оскільки залишається практикою, а не продуктом. Ця практика подається як спосіб вибудувати життя поза межами загальноприйнятих капіталістичних норм.
Книжка є характерною для стилю Краус: текст вільно переходить від теми до теми, з використанням вигуків, міркувань й відступів. У ній відсутній чіткий сюжет, хронологічний зв'язок або явне ієрархічне розмежування між автобіографією та теорією. Як і в її попередній збірці есеїв, Краус тримає більшу дистанцію, ніж у романах, проте саме її стійка авторська присутність, через яку фільтрується розлогий наратив, об'єднує форму твору. Як і у попередній збірці есеїв, Краус зберігає більшу дистанцію, ніж у своїх романах, але саме її стійка авторська присутність, крізь яку фільтрується звивиста розповідь, об'єднує форму.
Енн Йодер, в огляді для The Millions, описала підхід Краус як «більш схожий на підхід культурної антропологині, яка розглядає творчість у її природному середовищі існування, просторах, де зароджується мистецтво». Джанін Армін, оглядачка для BookForum, написала: «Краус гостро усвідомлює дискурс, у якому функціонує, і перетворює його на щось, що нагадує поетизм Симони Вейль та її виняткові теоретичні підґрунтя».

#### Соціальні практики(2018)
Книжка «Соціальні практики», що складається з творів, написаних упродовж тринадцяти років, є збіркою есеїв, щоденникових записів, інтерв'ю, некрологів та особистого досвіду. Протягом усієї книжки Краус знайомить читачів із широким колом митців, які працюють у різних медіа, часових рамках та місцях
Книжка написана в характерному стилі художнього письма Краус, який є розмовним і критичним, залученим, але водночас проникливим, з елементами випадковості, спогадів і подорожей, що оживляють кожен запис. Краус стверджує, що назва «Соціальні практики» є одночасно жартом і твердженням, визнаючи, що мистецтво завжди передбачає певний вид соціальної практики, а також намагаючись виправити значення цього фрази як «жанру приниженості», який вона набула. Книжка частково є дослідженням того, як освітні структури, що підтримують соціальну практику, породжують критичне мислення, етичні дії та формалізовані процеси. Вона також зосереджена на тому, як, парадоксально, звільнившись від інституційних рамок, митці виходять у світ і намагаються його змінити. У руслі всієї творчості Краус, книжка знову звертається до тем, як-от співіснування суперечливих владних структур, взаємодія між масовою культурою та тими, хто творить мистецтво на її маргінесах, часто розглядаючи ототожнення себе з периферією як стратегію протистояння владі білих чоловіків. Видається, Краус не задовольняється тим, щоб лише висвітлювати такі питання з суто об'єктивної позиції, а прагне включитися в тяглий діалог між мистецтвом і культурою, роблячи свій внесок упродовж цих розмов. Як зазначає Краус у вступі, «Єдина відмінність між цими текстами та традиційною мистецькою критикою полягає в тому, що вони були написані радше до твору, ніж про нього».
Дженніфер Кабат для Frieze написала: «Краус проклала нові шляхи для мистецького письма й критичного мислення не тим, що махала кийком, а тим, що показувала наші синці — бувши сама побита й готова це продемонструвати».

## Фільми

### Щоб пройти(1982-83)
Цей фільм був записаний на Super 8 і торкається тем обмежень пам'яті та суб'єктивності. Текст, що прокручується, зосереджується на акті пам'яті, досліджуючи зв'язок між історією та виживанням культури, а також те, як ця напруга виходить за межі структуралістської тривоги медіума. В одному з інтертитрів, який перериває кадри групи художників у лісі, Краус пише: «Фантазер знаходить ідеальний стан, але потім використовує уяву, щоб створити прогрес у теперішнє та майбутнє», представляючи реальність як постійний перехідний стан. Сама назва була інтерпретована як путівник до розуміння художнього потягу Краус, що характеризується як проходження крізь нього, де суб'єктивність художника служить провідником для всього, що проходить крізь нього, зрештою виливаючись у твір. Фільм перегукується з повторюваною темою у творчості Краус: художня невдача та наполягання на продовженні створення та виставлення мистецтва, наперекір усвідомленню цієї невдачі.

### Закохані терористи(1983)
Фільм починається з того, що молода жінка читає маніфест невеликій публіці в барі, а потім переходить до сцен уявного човна на схилі пагорба. Філософське озвучування періодично заглиблюється в жалюгідні та садомазохістські теми. Застосовуючи феміністичну перспективу, Краус перетворює теоретичну критику на іронічні жарти щодо її претензій, після чого йдуть сцени зміни жанру, що перетворюються на музичні інтерлюдії.

### Подорож до Родеза(1985)
Краус написала та зрежисувала «Подорож до Родеза» у співавторстві з Лотрінгером. Вона має форму документального фільму, що розповідає епізод з життя Антонена Арто. Як і в попередній п'єсі Краус «Я говорив про Бога з Антоненом Арто», фільм містить матеріал, адаптований з інтерв'ю, які Лотрінгер проводив з лікарями Арто між 1983 і 1985 роками.

### Бездоганна ілюзія(1986)
Краус написала та зрежисувала «Бездоганну ілюзію» у співавторстві з Лотрінгером. Твори Антонена Арто про «Театр жорстокості» проглядаються крізь феміністичну призму. Сюзан Купер грає клона Арто. Як згадує Краус в інтерв'ю: «Вона носить одяг рабства та „читає лекції“ своїм студентам з Колумбійського університету про Антонена Арто, розповідаючи історії про свої „стосунки“ з ним та досягаючи суті божевілля, яка вислизає від більшості дослідників Арто. Луїза Буржуа мала таке ж божевілля, здатність досягати суті чогось».
Покійний поет Девід Реттрей читає уривки зі своїх перекладів Арто, в той час, як приниження буквалізується у сценах, що досліджують емоційну та інтелектуальну складність обміну владою та його невід'ємно театральну природу, іноді доходячи до комедійного абсурду. В середині твору персонажка, яку втілила Краус, виголошує монолог про свої стосунки із садомазохізмом, одягнувши при цьому сміховинно велику перуку, що надає твору фарсового елементу, який компенсує серйозний характер твору.

### Як стріляти у злочин(1987)
Краус написала та зрежисувала стрічку у співавторстві з Лотрінгером, вона досліджує теми джентрифікації, відчуженості у місті та увічнення пам'яті міста через розслідування місця злочину. Фільм був знятий на Super 8 режисеркою з Іст-Віллидж Меріон Скема. Його описують як «поетичний погляд на секс і смерть» та «моторошно інтелектуальний твір». У кадрі зображено кримінального фотографа Джонні Сантьяго, який проводить екскурсію місцями вбивств у Нью-Йорку, а Лотрінгер бере інтерв'ю у домінаторок мадемуазель Вікторії та Теренс Селларс про садомазохізм. Він також бере інтерв'ю у поліційного відеооператора Джорджа Діаза про знімання злочинів для поліції Нью-Йорка.
Інтерв'ю були здебільшого неструктурованими, що дозволяло учасникам вільно висловлюватися та призводило до деяких неочікуваних результатів. В якийсь момент Теренс, досвідчена домінатрикс із проблемами контролю та інтимної близькості, зазначає: «Щоб бути з людьми поганим, потрібно бути чутливим», мимоволі ілюструючи подвійність логіки та емоцій. Пізніше Лотрінгер та Теренс сваряться, і Лотрінгер запитує Теренс, чому вона має бути постійно права, на що Теренс вигукує: «За двадцять років від мене залишиться лише цей запис, де я у тридцять років щось розповідаю». У цей момент, зазначила Краус, «ви бачите, як вона серйозно ставиться до себе як до художниці, але у спосіб, який він не помічає». Краус стверджує, що фільм став поєднанням символічного насильства поп S&M у стилі MTV та фактичного насильства, яке документував Джордж. Ще більш тривожним, за її словами, стало те, що місця злочинів почали сприймати як форму жалоби — «ретельну документацію певних смертей у межах цілком анонімного міського ландшафту».

### Золота чаша або репресії(1984-88)
Цей фільм частково був натхненний романом Генрі Джеймса «Золота чаша» і його описуютть як «сюрреалістичний нуар». Дія відбувається в оточенні порожніх кімнат та доглянутих садів, поєднуючи заплутані розмови Джеймса з настроєм постпанківської нудьги. Розглядаючи його як репортаж про темні пейзажі міської Америки, Нен Голдін відзначила його за проникливий аналіз «романтики, містифікації та нездатності до близькості».

### Нічна подорож(1980)
«Нічна подорож» розповідає про екскурсію до неосвяченої весліанської методистської церкви в Дарроузвіллі, штат Нью-Йорк.

### Смуток від розлуки(1992)
«Смуток від розлуки» оснований на однойменному автобіографічному романі Ерже Айдена 1987 року про той час, коли він служив турецьким шпигуном.

### Ґрейвіті та Ґрейс(1996)
Останній фільм Краус, «Ґрейвіті та Ґрейс», — це її єдина повнометражна постановка. Фільм отримав свою назву від збірки творів філософині-містикині Сімони Вейль і простежує за своїми однойменними персонажами — Ґрейвіті та Ґрейс — під час їхнього перебування в секті, що базується в Новій Зеландії. Твір коливається між «мейнстримною естетикою, андеграундною запальністю та мистецьким псевдоінтелектуалізмом» і був описаний як «свідчення про суперечливі сили, що впливають на багатьох митців». У той час, як Ґрейс щасливо залишається в групі, незадоволена Ґрейвіті стає художницею в Нью-Йорку, де вона, відповідно до творчості Краус, зазнає невдачі. Під час цієї невдачі вона зрештою залишається такою ж незадоволеною світом мистецтва, як і культом.
Майже самоіронічне відчуття пародії пронизує одну з фінальних сцен, коли Ґрейвіті зустрічається з куратором у Музеї Нью, який описує її роботу як «ані відразливу, ані піднесену», розмірковуючи про медіа та творчість Ґрейвіті як «не достатньо лайняну» для сучасного моменту. Ґрейвіті вигукує: «Моя робота зроблена зі сміття!».
Пізніший роман «Чужі та анорексія», що є характерним автобіографічним циклом для Краус, використовує комерційний та критичний провал стрічки «Ґрейвіті та Ґрейс» як відправну точку для оповіді.

## Переклади українською
Видавництво «Грушка» анонсувало вихід роману «І love Dick» українською мовою.

### Книги
- Я люблю Діка, 1997 (Sepimiotext(e) / Native Agents).
- Чужі та анорексія, 2000 (Sepimiotext(e) / Native Agents). ISBN 9781584351269
- Video Green: Мистецтво Лос-Анджелеса та тріумф небуття, 2004 (Sepimiotext(e) / Active Agents). ISBN 9781584350224
- Торпор, 2006 (Sepimiotext(e) / Native Agents). ISBN 9781584350279
- «Where Art Belongs», 2011 (Semiotext(e) / Intervention Series). ISBN 9781584350989
- Літо ненависті, 2012 (Sepimiotext(e) / Native Agents). ISBN 9781584351139
- За мотивами Кеті Акер: Біографія, 2017 (Аллен Лейн). ISBN 978-0241318058
- Соціальні практики, 2018 (Sepimiotext(e) / Active Agents). ISBN 9781635900392

### Фільми
- Щоб пройти (1982-3), 30 хвилин, фільм/відео Super8.
- Закохані терористи (1983), 5 хвилин, фільм/відео Super8.
- Подорож до Родеза (1985) — співавторка сценарію та режисерка із Сильвером Лотрінгером, 14 хвилин, 16-мм плівка.
- Бездоганна ілюзія (1986) — співавторка сценарію та режисер із Сильвером Лотрінгером, 17 хвилин, відео.
- Як знімати злочин (1987) — у співавторстві з Сильвером Лотрінгероме, 28 хвилин, відео.
- Золота чаша або Репресії (1984–88), 12 хвилин, 16-мм плівка.
- Нічсна подорож (1990), 14 хвилин, відео.
- «Смуток відпускаючи» (1992), 20 хвилин, 16-мм плівка.
- Ґрейвіті та Ґрейс (1996), 88 хвилин, Lonely Girl Films (Нова Зеландія/США/Канада).

### П'єси
- "Сцени з (майже) соціалістичного шлюбу " (1978) — написана у співавторстві та виконана разом із Сьюзен Купер, режисер Річард Шехнер.
- 824 Car Chase (1979) — написала у співавторстві з Сюзан Купер та була співпостановницею, режисерка — Луїза Буржуа.
- «Розрізнені дії/Відчайдушні дії» (1980) — написала сценарій і зіграла разом з Томом Єммом, режисерка — Ненсі Рейлі.
- «Речі трапляються, але вони змінюються» (1981) — сценаристка/режисерка, ReCherChez.
- «Читання зі щоденників Г'юго Болла» (1984) — сценаристка/режисерка, PS 122.
- «Я розмовляв про Бога з Антоненом Арто» (1984) — написаний у співавторстві з Сильвером Лотрінгером, режисером Поетичного проєкту церкви Святого Марка.